# Contea di O'Brien
La contea di O'Brien (in inglese O'Brien County) è una contea dello Stato dell'Iowa, negli Stati Uniti. La popolazione al censimento del 2000 era di 15 102 abitanti. Il capoluogo di contea è Primghar.